# Обред
Слично ритуалу, обред представља кодификован облик понашања, са циљем да се симболички утиче на физички свет. Служи за идентификацију групе - село, племе, народ.